# 21. World Scout Jamboree 2007

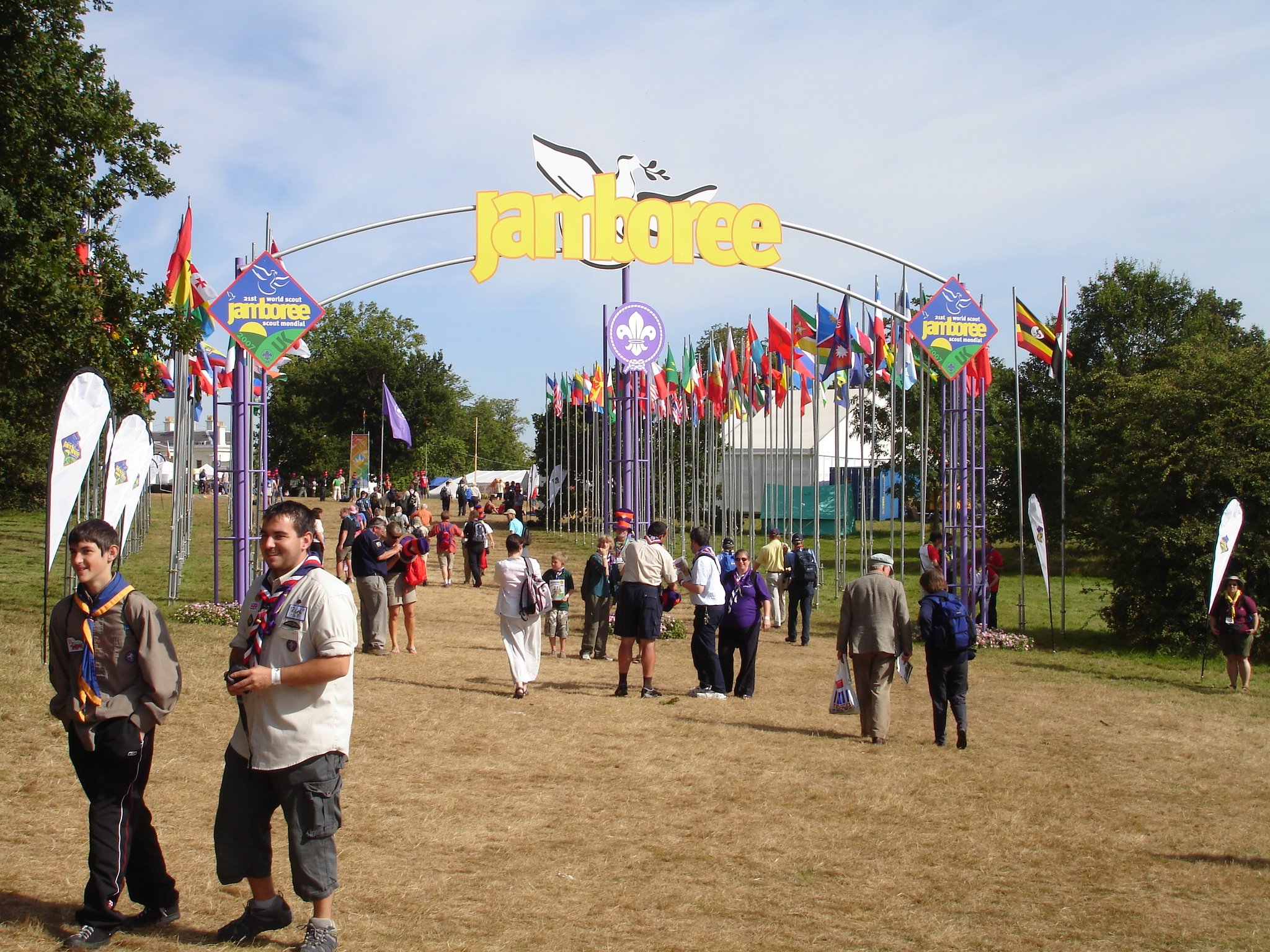
Haupteingang zum Lagerplatz

Das 21. World Scout Jamboree 2007 fand im Sommer 2007 statt und war ein Teil der Feierlichkeiten des 100-Jahr-Jubiläums der Pfadfinderbewegung. Der Lagerplatz in England wurde aufgrund seiner Nähe zum Ort des ersten Pfadfinderlagers (1907 auf Brownsea Island nahe Poole) und dem Weltpfadfinderzentrum Gilwell Park in London gewählt. Das Jamboree wurde an zwölf Tagen zwischen dem 27. Juli und dem 8. August in Hylands Park, Chelmsford, Essex abgehalten.
Rund 38.000 Pfadfinder aus 158 von der World Organization of the Scout Movement (WOSM) anerkannten Nationalverbänden nahmen an dem Zeltlager teil.

## Zweck des Jamborees
Das erste Jamboree fand 1920 in Kensington Olympia in London statt. Seit damals wurden in Abständen von vier Jahren abgehalten, unterbrochen nur zwischen 1937 und 1947 aufgrund des Zweiten Weltkrieges sowie zwischen 1975 und 1983 aufgrund der politischen Instabilität im Iran. Die Lager haben in vielen Ländern der Welt stattgefunden, bisher allerdings noch nie in Afrika.
Das Jamboree sollte Abenteuer ermöglichen und internationale Freundschaften und die Entwicklung der jungen Menschen fördern.

Ein Ausschnitt der teilnehmenden Nationen bei der Probe zum Einmarsch der Flaggen

## Teilnahme
Teilnehmen am 21. Jamboree konnten alle Angehörigen von Mitgliedsorganisationen der WOSM im Alter zwischen 14 und 17 Jahren (Stichtag ist der 27. Juli 2007) sowie gleichaltrige Angehörige von Mitgliedsorganisationen der World Association of Girl Guides and Girl Scouts, falls die nationale WOSM-Mitgliedsorganisation der Teilnahme zustimmt. Die Kosten für die Teilnahme richteten sich nach der Einstufung des jeweiligen Landes in Einkommensgruppen. So mussten europäische Teilnehmer einen vierstelligen Euro-Betrag aufbringen, während Teilnehmer aus ärmeren Ländern, insbesondere Afrika, für wenige hundert Dollar zu gleichen Bedingungen teilnehmen konnten. Durch die unterschiedliche Wirtschaftskraft relativiert sich diese Summe jedoch, so dass wirtschaftliche Belastung für die Teilnehmer ungefähr vergleichbar war.
Neben den Jugendlichen nahm eine Vielzahl von Erwachsenen teil, einerseits als Truppleiter zur Betreuung und Unterstützung der Jugendlichen, andererseits als Teil des International Service Team (IST), bzw. des Jamboree Organising Team (JOT) / Jamboree Delivery Team (JDT), um ein vielfältiges Programm anbieten zu können. Jeder Nationalverband konnte selber auswählen, welche seiner Mitglieder zum Jamboree anreisen dürfen. 
Tagesbesucher aller Altersstufen konnten gegen Gebühr und an bestimmten Tagen das Gelände ebenfalls besuchen. Aus Gründen des Schutzes der persönlichen Habe war der Zutritt in die einzelnen Subcamps, also den Bereich, in dem die Teilnehmer lebten und kochten, für Tagesbesucher untersagt, sie konnten aber ansonsten an allen Programmaktivitäten auf dem Gelände teilnehmen. 
Das 21. Jamboree war nicht das größte Pfadfinderlager bisher, im Jahr 1929 nahmen in Birkenhead am Coming of the Age Jamboree über 50.000 Pfadfinder teil. Doch da die zahlreichen Tagesbesucher die Teilnehmerzahl deutlich erhöhten, ist es die größte Pfadfinderveranstaltung seit der Entstehung der Bewegung im Jahr 1907.

## Motto
Das Motto war One World, One Promise (Eine Welt, ein Versprechen). Es verweist damit auf die weltweite Verbreitung der Pfadfinderbewegung und das Pfadfinderversprechen als gemeinsame Grundlage aller Pfadfinder.

## Song
Ab dem 18. Juni 2007 war der offizielle Jamboree-Song Jambo auf CD und als Download erhältlich. Ziel der Organisatoren war es, den Song auf Platz eins der UK-Charts zu befördern. Die Einnahmen dadurch wurden an die WOSM weitergeleitet.

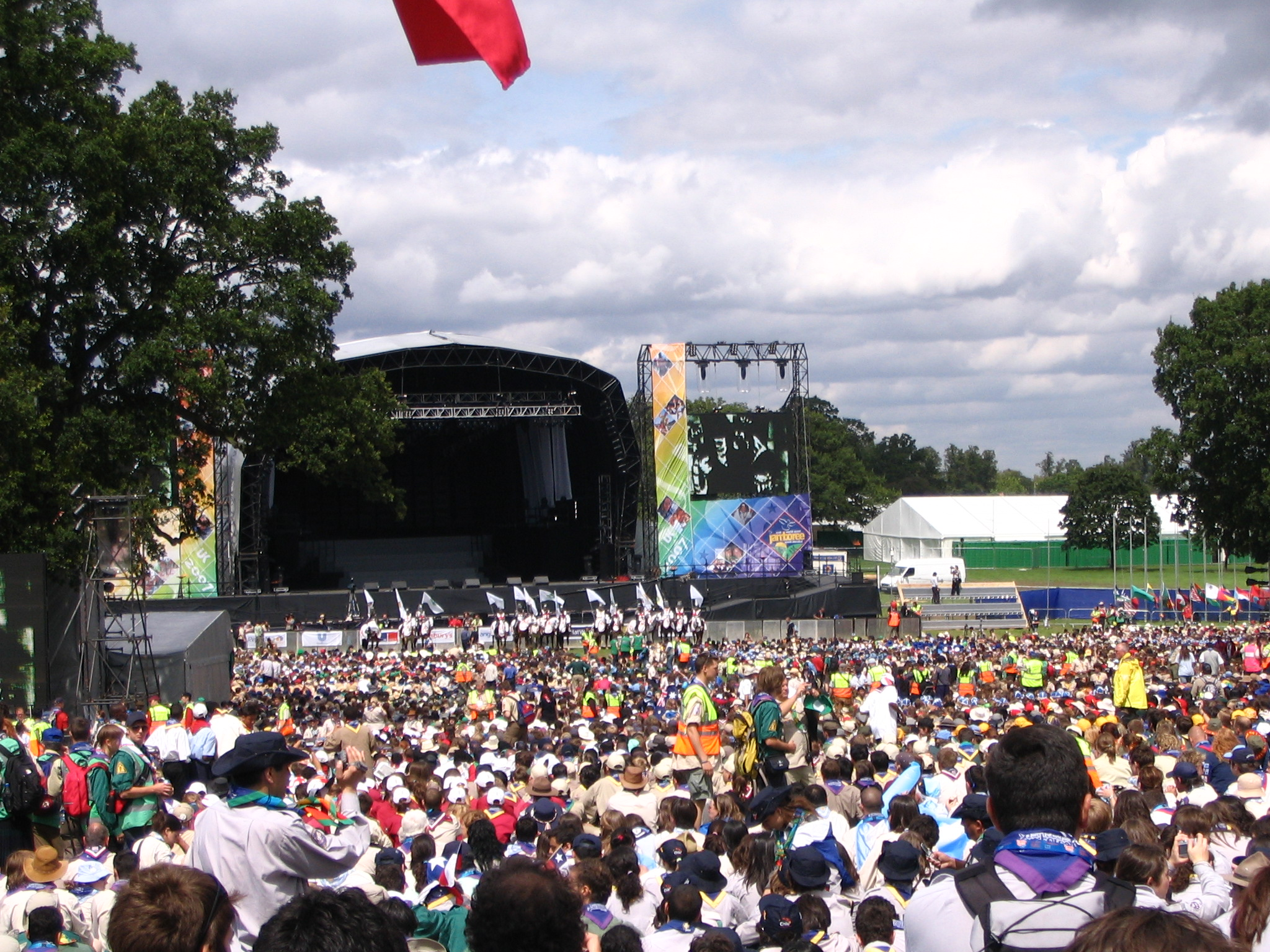
Hauptbühne vor der Eröffnungszeremonie

## Aktivitäten
Einige der wichtigsten Aktivitäten:
- World Village: Ein großes Gebiet dem World Village gewidmet, wo die Teilnehmer Kreativität, Technologien oder Kulturen erleben konnten.
- Das Gilwell Adventure: Abenteuerliche und herausfordernde Aktivitäten im Gilwell Park
- Global Development Village: Gemeinsam mit Experten der UNO und anderer Organisationen können in Workshops einige der wichtigsten Probleme der Menschheit diskutiert und behandelt werden.
- Starburst: An einem Tag sollten die Teilnehmenden in verschiedenen Projekten außerhalb des Geländes die Lebenssituation der Bevölkerung in den umliegenden Orten verbessern. Ein Beispiel dafür war die Befreiung einer sechs Meilen langen Eisenbahnstrecke von Unrat und Überwuchs, an deren Ende eine Fahrt mit einer echten Dampflokomotive stand.
- SPLASH!: Die Teilnehmer wurden für einen Tag in das Alton Water Reservoir geführt, um dort an diversen Aktivitäten zum Thema Wasser teilzunehmen. Ob Segeln, Kanu oder Wasserball hing alleine von der persönlichen Präferenz der Teilnehmer ab.

## Generalprobe EuroJam
Als Generalprobe für das Jamboree wurde 2005 das EuroJam 2005 am gleichen Lagerplatz abgehalten. An diesem Lager nahmen 10.000 Pfadfinder teil. Dabei wurde die Organisation des Jamborees praktisch erprobt, etwa der Einfluss dieser Menschenmassen auf die Umgebung und die Versorgung der Teilnehmer. 
Dabei wurde etwa die weltweit größte Bestellung über Internet bei einem Supermarkt aufgegeben; die Anlieferung erfolgte schließlich durch mehrere LKWs mit Anhänger. Sollten sich die Organisatoren zum Jamboree 2007 entschließen, wieder über das Internet zu bestellen, so würde dieser Rekord erneut gebrochen.

## Nach dem Jamboree
Nach der Abreise der Teilnehmer am 8. August hatten die Organisatoren noch bis zum 15. August 2007 Zeit, den Park in seinen Ursprungszustand zurückzuversetzen. Danach erfolgte die Übergabe an die Organisatoren des V-Festivals.